# Геллибранд, Джон
Джон Геллибранд (англ. John Gellibrand; 5 декабря 1872, Лейнтуордайн, Уз, колония Тасмания — 3 июня 1945, Балаклава, Мурриндинди, штат Виктория, Австралия) — британский и австралийский военный и политический деятель. Участник Второй англо-бурской и Первой мировой войн. Начальник полиции штата Виктория в 1920—1922 годах, член Палаты представителей Австралии от округа Денисон в составе Националистической партии в 1925—1928 годах.

## Начало военной карьеры
Геллибранд происходил из известной тасманийской семьи, его дедом был первый генеральный прокурор Земли Ван-Димена Джозеф Геллибранд (1792 — ок. 1837). В 1893 году Джон окончил Королевское военное училище в Сандхерсте и был приписан в звании второго лейтенанта к Добровольческому полку Принца Уэльского (Южноланкаширский полк). На Второй англо-бурской войне он участвовал в освобождении Ледисмита. В мае 1900 года был повышен до капитана в Манчестерском полку и в 1902—1903 годах служил на Острове Святой Елены, где основной задачей являлась охрана военнопленных-буров. Геллибранд окончил Штабной колледж в Кемберли в декабре 1907 года и получил назначение в штаб командующего гарнизоном на острове Цейлон. Не видя перспектив карьерного роста, в апреле 1912 года он ушёл в отставку из Британской армии и вернулся на Тасманию, где начал выращивать яблоки.

## Первая мировая война
С началом Первой мировой войны в августе 1914 года Геллибранд был назначен в штаб 1-й дивизии Австралийских имперских сил (AIF). Он прибыл в бухту Анзак 25 апреля 1915 года и участвовал в Дарданелльской операции до ранения 11 мая. По возвращении 31 мая в Анзак он запросил перевод в штаб 2-й дивизии. В декабре 1915 года он возглавил 12-й пехотный батальон (тасманийский батальон 1-й дивизии), на тот момент базировавшийся на острове Лемнос, но не вернулся в Анзак, эвакуированный в том же месяце. 1 марта 1916 года Геллибранд был повышен до бригадного генерала, получив управление над 6-й пехотной бригадой, которой далее руководил в битве при Позьере и второй битве при Буллекурте. Командование этим подразделением он оставил по собственному желанию и был направлен в британское расположение AIF. Вернувшись на Западный фронт в ноябре 1917 года, он стал во главе 12-й пехотной бригады, под его руководством участвовавшей в битве при Дернанкуре в марте — апреле 1918 года. Позднее, будучи повышен до генерал-майора 1 июня 1918 года, Геллибранд командовал 3-й дивизией в Амьенской операции и битве у канала Сен-Кантен.

## Государственная служба
После войны Геллибранд вернулся на Тасманию. В 1919 году он принял там пост комиссара общественной службы, находясь на котором изучал условия службы и разрабатывал реформы. Позднее, в сентябре 1920 года, он занял должность начальника полиции штата Виктория, но покинул её в 1922 году, не сумев убедить правительство штата в необходимости предлагавшихся им изменений. Также он оставил и командование 3-й пехотной дивизией реорганизованных Гражданских сил, куда был назначен весной 1921 года.
В 1925 году Геллибранд был избран членом Палаты представителей от Денисона. Он проиграл выборы 1928 и 1929 годов и вернулся к занятию фермерством — сначала на Тасмании, а затем в Виктории. В конце 1930-х годов он консультировал премьер-министров Джозефа Лайонса и Роберта Мензиса по вопросам обороны. Он выступал за увеличение Армии Австралии и, после начала Второй мировой войны,  за назначение Томаса Блэми главнокомандующим армии. В июне 1940 года Геллибранд был поставлен комендантом подразделения Добровольческого корпуса обороны Лиги военнослужащих и отставников в штате Виктория — австралийского аналога Местных добровольческих сил обороны Великобритании, но был вынужден уйти в отставку из-за проблем со здоровьем.